# Honoré Achim
Pour les articles homonymes, voir Achim.
Honoré Achim, né le 2 août 1881 à Montréal, au Québec, et mort le 14 mai 1950 à Florence, en Italie, est un avocat et homme politique canadien.

## Biographie
Né à Montréal, il étudie au Séminaire de Sainte-Thérèse et à l'Université Laval. Admis au Barreau du Québec en 1906, il accède également au Conseil du Roi en 1918. Apte à exercer sa profession, il pratique à Drummondville, à Nominingue et à Montréal. Il est aussi le principal conseiller juridique de la Compagnie de chemins de fer de la Rivière-Rouge. Enfin, il est capitaine du 54e régiment de Sherbrooke.
Élu député du Parti conservateur dans la circonscription fédérale de Labelle en 1911, il quitte les conservateurs pour se rallier au Parti libéral du Canada peu avant les élections de 1917 lors desquelles il ne se représente pas.
Élu député du Parti libéral du Québec dans la circonscription provinciale de Labelle lors de l'élection partielle survenue après la démission du député Hyacinthe-Adélard Fortier en 1917, il est réélu en 1919. Il démissionne en 1922 pour devenir magistrat dans le district de Hull et Pontiac. Il occupe ce poste jusqu'en 1948.
Il est mort en 1950 à Florence en Italie à l'âge de 68 ans. Sa sépulture est située dans le Cimetière Notre-Dame-des-Neiges, à Montréal.